# Jeff Corwin
Jeffrey Scott Corwin (ur. 11 lipca 1967 w Norwell, Massachusetts) – amerykański przyrodnik i ekolog, gospodarz znanych programów Animal Planet i Animal Planet HD: Na szlaku z Jeffem Corwinem, Wyprawy Corwina i Dzika natura z Jeffem Corwinem. Jest żonaty z Natashą Soultanovą.

## Życiorys

### Wczesne lata
Corwin urodził się w Norwell w Massachusetts w 1967 roku. Chodził tam do szkoły Norwell High School. Na pierwszym roku studiów uczęszczał do Eastern Nazarene College w Quincy (Massachusetts), a następnie przeniósł się do Bridgewater State University (w Bridgewater). Uzyskał stopnie naukowe z biologii i antropologii. Na studiach uzyskał miano mistrza nauk przyrodniczych, rybołówstwa oraz obchodzenia się z wężami i nietoperzami. W 1999 roku Jeff otrzymał honorowy doktorat w edukacji publicznej. Uzyskał także certyfikat lekarza specjalisty w Akademii Nauk o Zdrowiu w Teksasie.

### Kariera

#### Początki
Corwin po raz pierwszy zobaczył lasy tropikalne w 1984 roku w Belize. Stał się aktywnym obrońcą południowoamerykańskich lasów deszczowych. W 1993 roku zwrócił się Zgromadzenia Ogólnego Narodów Zjednoczonych w sprawie ochrony tropikalnych lasów deszczowych. Wykłady Corwina o dzikiej przyrodzie pozytywnie wpłynęły na odbiorców.

#### Telewizja
W 1994 roku Corwin był współprowadzącym serialu dokumentalnego pt.  JASON Project (pol. Projekt Jasona), sponsorowanego przez National Geographic. Od 1997 roku na Disney Channel można było oglądać jego autorski program – Going Wild with Jeff Corwin (pol. Dzikość z Jeffem Corwinem). W 2000 roku podjął się współpracy z Animal Planet oraz Discovery i stworzył swoje autorskie programy: Na szlaku z Jeffem Corwinem i Wyprawy Corwina. Corwin odwiedził wszystkie kontynenty z wyjątkiem Antarktydy.
W 2003 roku Corwin wystąpił w serialu CSI: Kryminalne zagadki Miami.
Wiosną 2007 roku Corwin nakręcił swój autorski program – Into Alaska with Jeff Corwin (pol. Na Alasce z Jeffem Corwinem). Program emitowany był na kanale Travel Channel.
W 2011 roku podczas trzęsienia ziemi w Japonii Jeff pomagał w wyjaśnieniu przyczyn tsunami.

#### Bliskie spotkania
Corwin był obiektem zainteresowań słonia. Mimo próby ucieczki słoń dopadł przyrodnika. Słoń wziął go w trąbę i zaczął się nim bawić. Później zrzucił go do wody. „Do dnia dzisiejszego moja ręka nie pracuje poprawnie” – mówi Corwin.

### Życie osobiste
Corwin mieszka w Marshfield, w Massachusetts wraz z żoną Natashą i ich dwoma córkami: Mayą Rose (ur. 6 czerwca 2003) i Mariną (ur. 11 września 2008). Jeff Corwin ma węgiersko-rumuńskie korzenie.

## Filmografia

### Seriale popularnonaukowe
- 1994: The JASON Project (pol. Projekt Jasona) – National Geographic
- 1997-1999: Going Wild with Jeff Corwin (pol. Dzikość z Jeffem Corwinem) – Disney Channel
- 2001-2005: Na szlaku z Jeffem Corwinem (ang. The Jeff Corwin Experience) – Animal Planet
- 2003: Dzika natura z Jeffem Corwinem (ang. Jeff Corwin Unleashed) – Discovery Kids/Animal Planet
- 2003-2004: King of the Jungle (pol. Król Dżungli) – Animal Planet
- 2005: Wyprawy Corwina (ang. Corwin’s Quest) – Animal Planet
- 2007: Into Alaska with Jeff Corwin (pol. Na Alasce z Jeffem Corwinem) – Travel Channel
- 2008: Into America's West (pol. Na zachodzie Ameryki)

### Seriale telewizyjne
- 2003: CSI: Kryminalne zagadki Miami – jako kolega Erica Delko

## Nagrody
- W 2002 roku Corwin został nominowany w magazynie People do konkursu 50 najpiękniejszych
- W 2004 i 2005 roku został nominowany do nagrody Emmy w kategorii: najlepszy prezenter serialu popularnonaukowego dla dzieci za Dziką naturę z Jeffem Corwinem